# Vodoslavka, Novotroiițke
Vodoslavka (în ucraineană Водославка) este un sat în comuna Novomîhailivka din raionul Novotroiițke, regiunea Herson, Ucraina.

## Demografie
Componența lingvistică a localității Vodoslavka
     Ucraineană (88,72%)
     Rusă (9,23%)
     Belarusă (1,54%)
Conform recensământului din 2001, majoritatea populației localității Vodoslavka era vorbitoare de ucraineană (88,72%), existând în minoritate și vorbitori de rusă (9,23%) și belarusă (1,54%).